# Cebus cesarae
Il cebo del Rio Cesar (Cebus cesarae Hershkovitz, 1949) è una delle quattordici specie del genere Cebus riconosciute dagli zoologi.
Si riconosce per il colore chiaro, con caratteristiche sfumature argentee ed arancio; l'area più chiara della fronte è piuttosto estesa, coprendo anche le spalle e la parte interna delle braccia.